# Weissach im Tal
Weissach im Tal là một thị xã (Gemeinde) nằm ở huyện Rems-Murr-Kreis, thuộc bang Baden-Württemberg, Đức.